# Guy Hebert
Guy Andre Hebert (né le 7 janvier 1967 à Troy dans l'État de New York aux États-Unis) est un joueur américain de hockey sur glace ayant évolué à la position de gardien de but.

## Carrière
Hebert est sélectionné par les Blues de Saint-Louis lors du repêchage d'entrée dans la LNH 1987 alors qu'il vient de terminer sa première saison au niveau junior majeur avec l'équipe du Hamilton College, équipe faisant partie de la deuxième division du Championnat NCAA de hockey sur glace.
Il fait ses débuts au niveau professionnel en 1989 en rejoignant le club-école des Blues dans la ligue internationale de hockey, les Rivermen de Peoria. Hebert fait ses premiers pas dans la Ligue nationale de hockey en décembre 1991 contre les Sabres de Buffalo, il reste avec les Blues pour 13 autres rencontres et enregistre également 29 autres départs avec les Rivermen au cours de cette même saison.
En 1992-1993, il devient l'instant d'une saison l'auxiliaire à temps plein de Curtis Joseph. L'été suivant, il est le premier joueur réclamé lors du repêchage d'expansion des Mighty Ducks d'Anaheim, Hebert est leur gardien numéro un durant un peu plus de sept saisons.
Hebert devient en avril 2000 le premier joueur de l'histoire des Mighty Ducks à prendre part à 400 parties avec l'équipe. Ses performances lors de son passage avec ce club lui permettent de représenter les États-Unis lors du Championnat du monde de hockey sur glace 1994 et lors de la coupe du monde de hockey 1996. En 1997, il est invité au Match des étoiles de la LNH.
Durant la saison 2000-2001, Guy Hebert est réclamé au ballotage par les Rangers de New York. Il se retire de la compétition à la fin de cette même saison.

## Statistiques

### En club
| Saison     | Équipe                 | Ligue      |     | Saison régulière | Saison régulière | Saison régulière | Saison régulière | Saison régulière | Saison régulière | Saison régulière | Saison régulière | Saison régulière | Saison régulière |   | Séries éliminatoires | Séries éliminatoires | Séries éliminatoires | Séries éliminatoires | Séries éliminatoires | Séries éliminatoires | Séries éliminatoires | Séries éliminatoires | Séries éliminatoires |
| Saison     | Équipe                 | Ligue      | PJ  | V                | D                | Pr/N             | Min              | BC               | Moy              | % Arr            | Bl               | Pun              | PJ               | V | D                    | Min                  | BC                   | Moy                  | % Arr                | Bl                   | Pun                  |                      |                      |
| 1985-1986  | Hamilton College       | NCAA       | 18  | 4                | 12               | 2                | 1 011            | 69               | 4,09             |                  | 2                |                  | -                | - | -                    | -                    | -                    | -                    | -                    | -                    | -                    |                      |                      |
| 1986-1987  | Hamilton College       | NCAA       | 18  | 12               | 5                | 0                | 1 070            | 40               | 2,19             |                  | 3                |                  | 2                | 1 | 1                    | 134                  | 6                    | 2,69                 |                      | 0                    |                      |                      |                      |
| 1987-1988  | Hamilton College       | NCAA       | 9   | 5                | 3                | 0                | 510              | 22               | 2,58             |                  | 1                |                  | 1                | 0 | 1                    | 60                   | 3                    | 3                    |                      | 0                    |                      |                      |                      |
| 1988-1989  | Hamilton College       | NCAA       | 25  | 18               | 7                | 0                | 1 454            | 62               | 2,56             |                  | 2                |                  | 2                | 1 | 1                    | 126                  | 4                    | 1,9                  |                      | 0                    |                      |                      |                      |
| 1989-1990  | Rivermen de Peoria     | LIH        | 30  | 7                | 13               | 7                | 1 706            | 124              | 4,36             | 88               | 1                | 0                | 2                | 0 | 1                    | 76                   | 5                    | 3,95                 |                      | 0                    | 0                    |                      |                      |
| 1990-1991  | Rivermen de Peoria     | LIH        | 36  | 24               | 10               | 1                | 2 093            | 100              | 2,87             | 89,6             | 2                | 0                | 8                | 3 | 4                    | 458                  | 32                   | 4,19                 |                      | 0                    | 2                    |                      |                      |
| 1991-1992  | Rivermen de Peoria     | LIH        | 29  | 20               | 9                | 0                | 1 731            | 98               | 3,4              |                  | 0                | 4                | 4                | 3 | 1                    | 239                  | 9                    | 2,26                 |                      | 0                    | 0                    |                      |                      |
| 1991-1992  | Blues de Saint-Louis   | LNH        | 13  | 5                | 5                | 1                | 738              | 36               | 2,93             | 90,8             | 0                | 0                | -                | - | -                    | -                    | -                    | -                    | -                    | -                    | -                    |                      |                      |
| 1992-1993  | Blues de Saint-Louis   | LNH        | 24  | 8                | 8                | 2                | 1 210            | 74               | 3,67             | 88,3             | 1                | 2                | 1                | 0 | 0                    | 2                    | 0                    | 0                    | 100                  | 0                    | 0                    |                      |                      |
| 1993-1994  | Mighty Ducks d'Anaheim | LNH        | 52  | 20               | 27               | 3                | 2 991            | 141              | 2,83             | 90,7             | 2                | 2                | -                | - | -                    | -                    | -                    | -                    | -                    | -                    | -                    |                      |                      |
| 1994-1995  | Mighty Ducks d'Anaheim | LNH        | 39  | 12               | 20               | 4                | 2 092            | 109              | 3,13             | 90,4             | 2                | 2                | -                | - | -                    | -                    | -                    | -                    | -                    | -                    | -                    |                      |                      |
| 1995-1996  | Mighty Ducks d'Anaheim | LNH        | 59  | 28               | 23               | 5                | 3 326            | 157              | 2,83             | 91,4             | 4                | 6                | -                | - | -                    | -                    | -                    | -                    | -                    | -                    | -                    |                      |                      |
| 1996-1997  | Mighty Ducks d'Anaheim | LNH        | 67  | 29               | 25               | 12               | 3 863            | 172              | 2,67             | 91,9             | 4                | 4                | 9                | 4 | 4                    | 533                  | 18                   | 2,02                 | 92,9                 | 1                    | 0                    |                      |                      |
| 1997-1998  | Mighty Ducks d'Anaheim | LNH        | 46  | 13               | 24               | 6                | 2 660            | 130              | 2,93             | 90,3             | 3                | 4                | -                | - | -                    | -                    | -                    | -                    | -                    | -                    | -                    |                      |                      |
| 1998-1999  | Mighty Ducks d'Anaheim | LNH        | 69  | 31               | 29               | 9                | 4 083            | 165              | 2,42             | 92,2             | 6                | 0                | 4                | 0 | 3                    | 207                  | 15                   | 4,33                 | 87,9                 | 0                    | 0                    |                      |                      |
| 1999-2000  | Mighty Ducks d'Anaheim | LNH        | 68  | 28               | 31               | 9                | 3 976            | 166              | 2,51             | 90,8             | 4                | 2                | -                | - | -                    | -                    | -                    | -                    | -                    | -                    | -                    |                      |                      |
| 2000-2001  | Mighty Ducks d'Anaheim | LNH        | 41  | 12               | 23               | 4                | 2 215            | 115              | 3,11             | 89,7             | 2                | 0                | -                | - | -                    | -                    | -                    | -                    | -                    | -                    | -                    |                      |                      |
| 2000-2001  | Rangers de New York    | LNH        | 13  | 5                | 7                | 1                | 735              | 42               | 3,43             | 89,7             | 0                | 0                | -                | - | -                    | -                    | -                    | -                    | -                    | -                    | -                    |                      |                      |
| Totaux LNH | Totaux LNH             | Totaux LNH | 491 | 191              | 222              | 56               | 27 889           | 1 307            | 2,81             | 90,9             | 28               | 22               | 14               | 4 | 7                    | 742                  | 33                   | 2,66                 | 91,3                 | 1                    | 0                    |                      |                      |

### En équipe nationale
| Année | Équipe     | Compétition          |   | PJ | V | D | Min | BC  | Moy  | % Arr | Bl | Pun           |  | Résultat |
| 1994  | États-Unis | Championnat du monde | 6 | 4  | 2 |   |     | 3,6 | 90,7 |       |    | 4e place      |  |          |
| 1996  | États-Unis | Coupe du monde       | 1 | 1  | 0 |   |     | 3   | 90,3 |       |    | Médaille d'or |  |          |

## Récompenses
- Ligue internationale de hockey :
  - Membre de la deuxième équipe d'étoiles en 1991 ;
  - Vainqueur du trophée James-Norris remis au gardien ayant conservé la plus faible moyenne de buts alloués (partagé avec Pat Jablonski).
- Ligue nationale de hockey :
  - Participe au Match des étoiles de la LNH en 1997.

## Transactions
- 1987 : repêché par les Blues de Saint-Louis (8e choix de l'équipe, 159e au total) ;
- 1993 : réclamé par les Mighty Ducks d'Anaheim lors de leur repêchage d'expansion ;
- 7 mars 2001 : réclamé aux ballotage par les Rangers de New York[5].